# Фитцвилльям, Венди
Венди Марсель Фицуильям (англ. Wendy Marcelle Fitzwilliam; род. 4 октября 1972, Диего-Мартин) — тринидадская юристка, актриса

, супермодель, певица

, телеведущая и королева красоты; победительница конкурсов красоты «Мисс Тринидад и Тобаго Вселенная» и «Мисс Вселенная 1998 года».

## Биография
Венди Фицуильям родилась 4 октября 1972 года в городе Диего-Мартин на северо-западе острова Тринидад в Республике Тринидаде и Тобаго. По окончании школы изучала право в Университете Вест-Индии.
В подростковом возрасте и ранней юности Венди Марсель Фитцвилльям работала моделью у местного модельера Мэйлин, поэтому её интерес к конкурсам красоты вполне объясним. При первой возможности она пришла на кастинг национального конкурса «Мисс Тринидад и Тобаго Вселенная», где её ждал первый триумф, который открыл ей дорогу на международные соревнования и она использовала свой шанс на 100 %.
47-й ежегодный конкурс красоты «Мисс Вселенная», проводился 12 мая 1998 года в Соединённых Штатах Америки в «Стэн Шериф Центре» в городе Гонолулу на Гавайский островах. Вели шоу Джек Вагнер, Эли Ландри и Джули Моран. За победу, помимо Фитцвилльям, соревновалось ещё 80 претенденток.

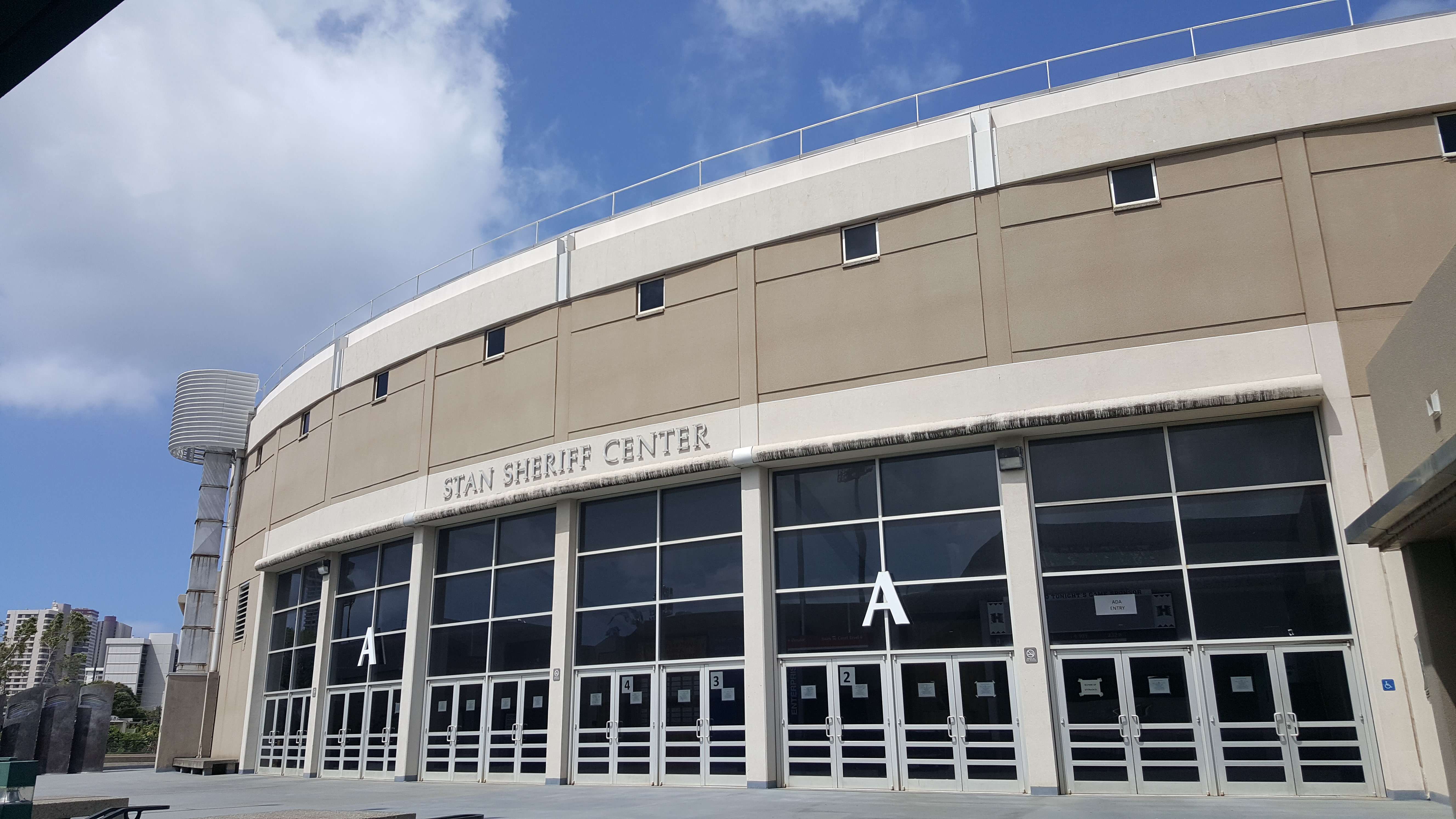
«Стэн Шериф Центр»

Царственный вид Фитцвилльям и идеальное вечернее платье завоевали ей благосклонность судей и сделали её фавориткой на получение короны в тот вечер. Однако, как только были объявлены финальные результаты, жюри надолго задумалось, поскольку Веруска Рамирес из Венесуэлы, выиграла «конкурс купальников» с самым высоким результатом за всю историю; возникла тупиковая ситуация. В судейской коллегии было восемь членов и их голоса разделились поровну между этими участницами; это была одна из самых долгих интриг на «Мисс Вселенных»... В конце концов жюри решило отдать все в руки математики и Фитцвилльям (с общей оценкой 9.771 балла, против 9.666 баллов Рамирес) была объявлена победительницей и стала второй представительницей своей страны получившей этот титул.
Во время её правления Венди Фицуильям была удостоена чести Организации Объединённых Наций, которая включила её в Объединённую программу ООН по ВИЧ/СПИД и посла доброй воли UNFPA Goodwill Ambassador за её работу в области борьбы с распространением СПИДа, в частности образовательной деятельности в этом направлении среди молодёжи. Передав корону своей преемнице Мпуле Кенейлве Квелагобе из Ботсваны она не прекратила свою деятельность в этом направлении и, возможно вдохновила принять участие в борьбе с эпидемией и новую королеву, которая тоже немало сделала в этом направлении.
6 сентября 1998 года Венди Марсель Фицуильям создала у себя на родине собственный «Фонд Гибискуса» (ТГФ) с целью реализации своих идей, включая финансовую помощь детским домам. Будучи телеведущей она также постоянно акцентировала внимание соотечественников на этих проблемах. Она была назначена послом молодежи «Международного движения Красного Креста и Красного Полумесяца» для Карибского бассейна.
В. Фитцвилльям также выступала в качестве судьи и ведущего для многих региональных и международных конкурсов, таких как «Мисс Гайана», «Мисс Тринидад и Тобаго» и «Мисс Вселенная».

### Личная жизнь
В июне 2006 года Венди Марсель Фицуильям  родила своего сына, Эйлана Эндрю Пантона. Однако отношения с его отцом — Дэвидом Пантоном не заладились и в 2008 году они разошлись.